# Budismo en Corea

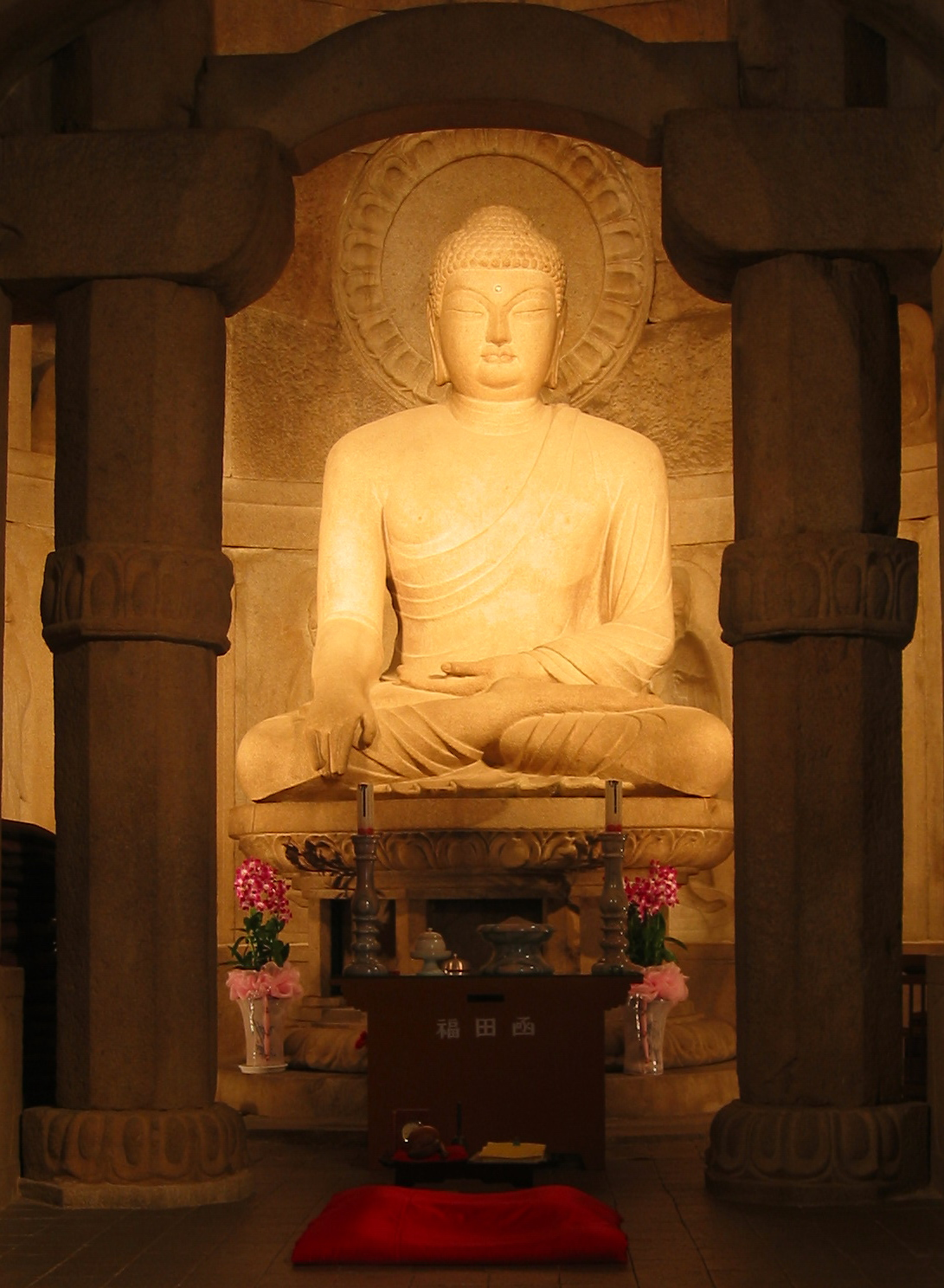
Seokguram.

El Budismo en Corea (en Hangul: 한국불교, Hangukbulgyo) se distingue de otras formas de budismo en sus intentos de corregir lo que considera como inconsistencias en el budismo Mahayana. Los primeros monjes budistas en Corea creían que la tradición que recibieron de otros países eran internamente inconsistentes. Para solucionar esto, desarrollaron un nuevo tratamiento holístico al budismo. Este tratamiento es característico a todos los pensadores coreanos y ha devenido en una muy particular forma del budismo, llamado Tongbulgyo ("Budismo interpretado"), variante que buscaba armonizar todas las disputas (un principio llamado hwajaeng, 和諍) entre pensadores coreanos. Los pensadores budistas coreanos redefinieron las ideas de sus antecesores en una forma distinta de budismo.
En su situación actual, el budismo coreano consiste, mayormente, del linaje Seon, primordialmente representado por la Orden de Jogye y la Orden de Taego. Este linaje tiene una fuerte relación con otras tradiciones Mahayanas que tienen el sello de las enseñanzas del budismo Chan, muy cercanas al Zen. Otras sectas, como el avivamiento moderno del linaje Cheontae, la Orden de Jingak (una secta esotérica moderna), y el recién formado budismo Won, han atraído también un seguimiento considerable.   
Se dice que el budismo coreano ha contribuido considerablemente al budismo en Asia Oriental, especialmente escuelas religiosas en China, Japón y, en menor medida, al Tibetano.

## Esquema general en torno a desarrollo del budismo coreano

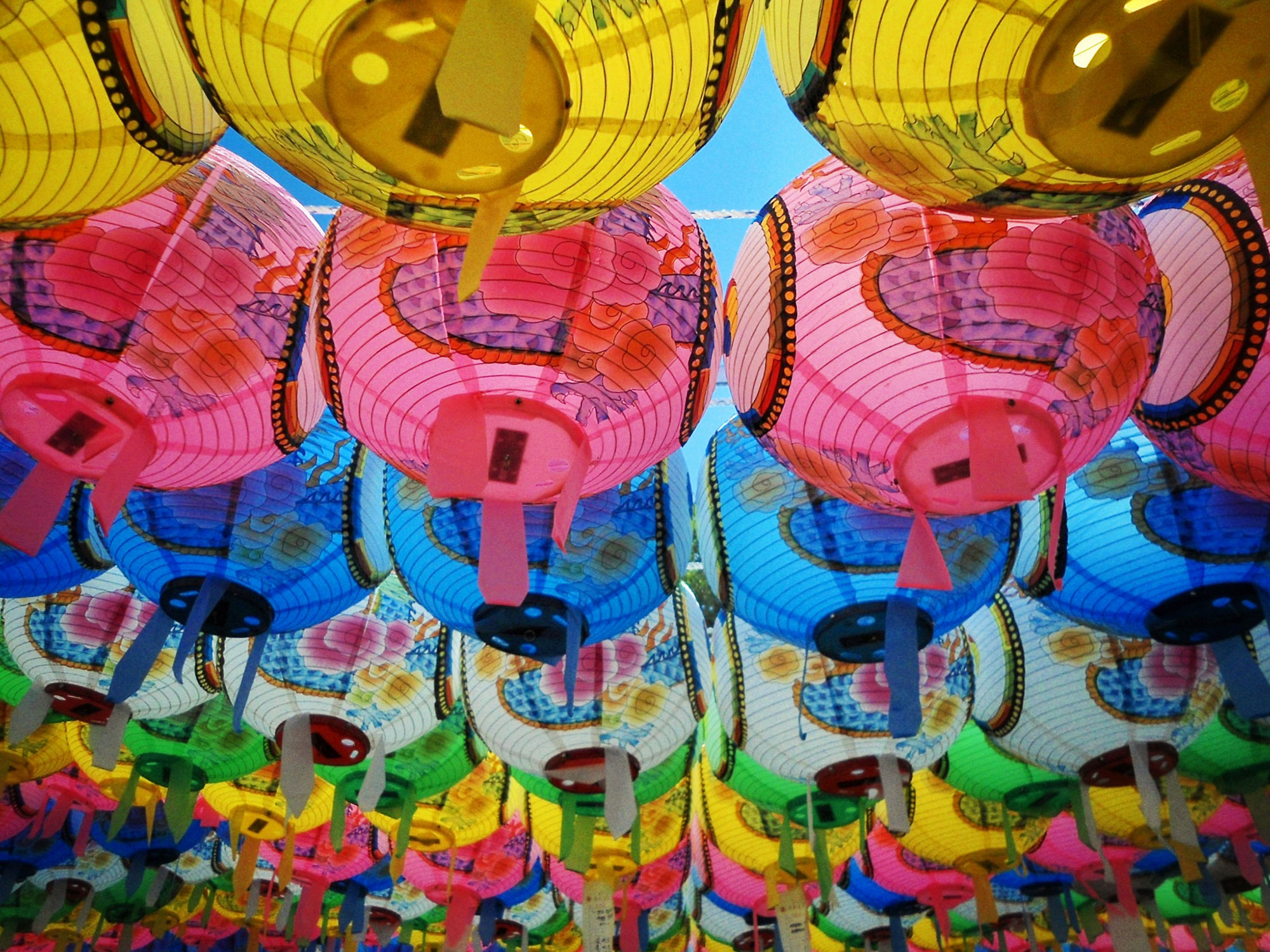
Templo Beopjusa.

Cuando llegó el budismo a Corea desde tiempos de la dinastía Jin aproximadamente en el 372 d. C., unos 800 años después de la muerte de Gautama Buda, los coreanos todavía creían en el chamanismo. Al principio, se logró una síncresis o mezcla de creencias chamanistas-espiritistas con las creencias budistas. De este modo en esa época se creía en la existencia de tres espíritus supremamente elevados: Sanshin (el de la montaña), Toksong, y Chilsong (o de las Siete Estrellas). Esta creencia local fue aceptada y absorbida por el budismo coreano, de modo que estos espíritus aún aparecen representados en muchos templos de Corea. En pocas palabras más: representan un rasgo coreano, sin embargo permanecen dentro de la doctrina budista o Dharma.
Durante la época de los tres reinos de Corea, el budismo disfrutó inicialmente de una gran aceptación, llegando a ser la religión e ideología del Estado durante el período Goryeo.  El budismo en Corea sufrió la represión extrema durante la dinastía Joseon, que se prolongó durante más de quinientos años. Durante este período, la ideología neo-confuciana venció al dominio previo del budismo. Sin embargo la valiosas actividades de los monjes budistas coreanos durante la Guerra Imjin, terminó la persecución contra el budismo.

## El budismo durante los Tres Reinos

Mapa de los Tres Reinos de Corea circa 375 d. C.

Cuándo el budismo llegó a Corea, aproximadamente en el sigo Ⅳ d. C., su actividad se dividió entre los tres reinos: Goguryeo en la parte norte de Corea, incluyendo territorio de China y Rusia, Baekje en el sudoeste y Silla en el sudeste. Recientemente se descubrieron vestigios del budismo en esa época, por ejemplo la tumba cerca de Pyeongyang con un motivo budista en su techo.
Dícese que unos monjes viajaron a China o a la India para estudiar budismo durante el segundo término de este período, especialmente en el siglo Ⅵ. El monje Gyeomik (en Hangul: 겸익) de Baekje hizo un largo viaje por la ruta del mar a India para aprender el idioma sánscrito y la disciplina vinaya. Por otra parte, el monje Paya de Goguryeo fue a China y estudió budismo con Zhiyi, maestro de Escuela Budista del Tiantai.

### Goguryeo
En 373 el emperador chino Fu Jian de la dinastía Qin envió a un monje llamado Sundo (en Hangul:선도) al rey Sosurim de Goguryeo. Sundo llevaba textos y escrituras, su misión tuvo por resultado que los nobles aceptaran el budismo rápidamente como ideología del reino. Al principio, el budismo en China tenía como objetivo la búsqueda de la felicidad de los humanos y en Corea se mantenía relacionado con el chamanismo manteniendo así una afinidad con la gente del reino Goguryeo. Tras el éxito del budismo en el reino de Goguryeo los monjes pasaron a predicar -también con éxito- en el reino de Silla.

### Baekje

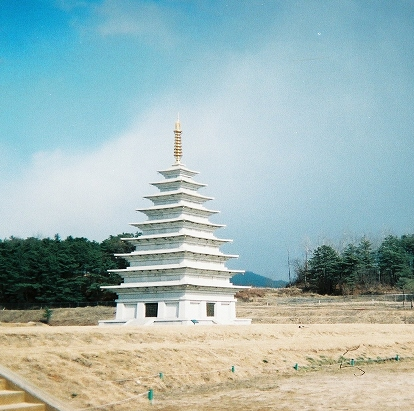
Pagoda de Mireuksa, templo en Iksan.

El reino de Baekje se encontraba ubicado en la parte sudoeste de la Península de Corea y mantenía importantes relaciones por vía marítima con las dinastías chinas y con la Wa de Japón. En 384, un monje indio  llamado Marananta llegó a Baekje con muchos textos budistas. Por la prédica de Marananta el rey de Baekje llamado Asin proclamó: 

«(La gente) Tiene que creer en el budismo y buscar la dicha.»

En 526, el monje Gyeomik (겸익, 謙益) fue directamente a la región central de India, y regresó a Corea acompañado por el monje indio Paedalta. Después de regresar a Corea, tradujo 72 libros de escrituras sánscritas y concretó la instalación de la escuela Vinaya en el reino de Baekje, esto un siglo antes que en China.
Luego los monjes de Baekje introdujeron la cultura budista en Japón.

### Silla

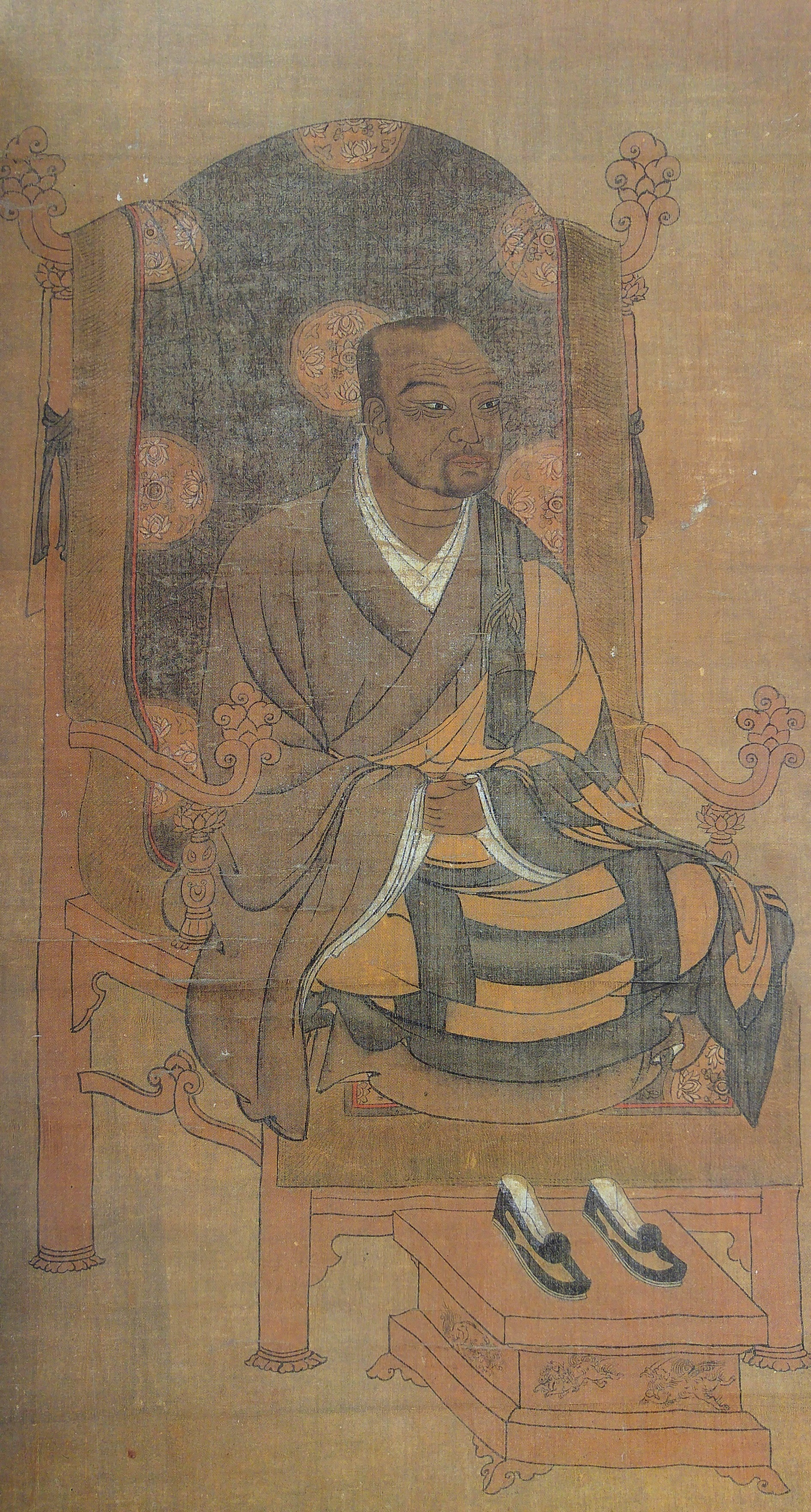
Retrato de Wonhyo.

El reino de Silla aceptó el budismo alrededor del siglo Ⅴ d. C. A diferencia de lo que ocurrió en los otros reinos coreanos, en Silla fueron primero los plebeyos los atraídos por el budismo, mientras que había resistencia entre los nobles. En 527, un prominente misionero llamado Ichadon (en Hangul:이차돈) trató de convertir al rey Beopheung, pero tal rey al escucharlo le hizo degollar; se dice que en este momento ocurrió un milagro: del cuerpo de Ichadon no manó sangre sino leche muy blanca. La pintura describiendo esta escena está ubicada en el templo Haeinsa y existe un monumento honrándolo en el Museo nacional en la ciudad de Gyeongju.

El rey Jinheung finalmente reconoció al budismo como religión oficial con pleno apoyo de la población; con el budismo, la cultura del país se desarrolló en gran cantidad de aspectos.

## El budismo durante el período de los estados del norte y sur de Corea (668–935)

### Silla Unificado (668–935)

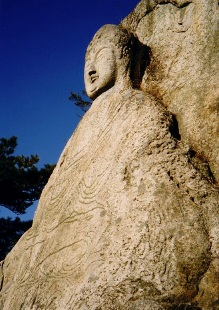
Una imagen de piedra cerca de Gyeongju, Corea del Sur. Siglo Ⅶ.

En 668, le tocó a la monarquía de Silla unificar a los Tres Reinos  con plena estabilidad de la dinastía durante un lapso de más o menos cien años, resultando esto en el impulso del estudio del budismo y el auge de sus actividades religiosas. Por ejemplo: el maestro Wonhyo enseñó la doctrina de la Tierra Pura (en Hangul: 정토) y de la invocación (en Hangul:염불) ganando gran aprobación entre los pleyebos. Tales estudios aún influyen al budismo coreano.
Un amigo de Wonhyo; Uisang (en Hangul: 의상, en Hanja:義湘) fue a Chang-an, antigua capital de China para obtener más enseñanzas. Cuando Uisang regresó a Silla, contribuyó muchísimo al budismo bajo el nombre “Hwaom”,o Hwaeom, (en Hangul:화엄) que indica mortificaciones continuas para lograr la virtud. La promoción de los principios Hwaom se diseminaron plenamente en las escuelas budistas y los institutos de meditación.

### Balhae (698–926)
Después de extinguido el reino de Goguryeo; con la dinastía del reino Balhae siguió sin embargo el florecer del budismo. Prueba de ello son los monumentales templos que se descubrieron en la ciudad capital de Balhae, con estatuas y linternas. La tumba en Sinpo, al norte de Hamgyeong en Corea del Norte rodeada de templos y pagodas es un ejemplo del estilo budista de su época y lugar.
Al extinguirse Balhae, 60 monjes huyeron a Goryeo (918-1392).

### Seon
En China, el movimiento budista meditativo llamado en sánscrito Dhyana ("meditación")  tomó el nombre de budismo Chán  entre los siglos Ⅵ (6) y Ⅶ (7) d. C., este tipo de budismo llegó a Corea con el nombre de Seon. Esta palabra es más conocida actualmente con el nombre japonés de Zen (pronunciese: dsen).
Que significa "meditación", el término es más conocido en Occidente en su variante japonesa Zen. La tensión desarrollada entre las nuevas escuelas de meditación y las escuelas ya existentes de orientación académica, los cuales fueron descritos por el término gyo, que significa "aprendizaje" o "estudio".
Kim Gyo-gak (金喬覺; 630-729) fue un príncipe que llegó a la región de Anhui y que edificó en el monte Jiuhua (actualmente en China) un monasterio. Muchos budistas chinos creen que él era en verdad el "cuerpo de transformación" de Ksitigarbha; su bien conservado cuerpo deshidratado es visto en el monasterio del Monte Jiuhua aún hoy. Dos tíos suyos enviados por su madre y su esposa también se hicieron monjes en Jiuhua, tras la muerte de éstos la gente construyó en el lugar donde ambos realizaban sus prácticas ascéticas el Palacio de los Dos Santos (二聖殿).
A Beomnang (法朗; 632-646), alumno del maestro chino Daoxin  (道信; 580-651), generalmente se le atribuye la transmisión inicial del Seon. En Corea el budismo Seon fue popularizado por Sinhaeng (神行; 704-779) en la última parte del siglo VIII y por Doui (道義); muerto en 825, a principios del siglo IX. A partir de entonces, muchos coreanos estudiaron Chán en China, y a su regreso establecieron sus propias escuelas en varios monasterios de montaña con sus principales discípulos. Inicialmente, el número de estas escuelas se fijó en nueve, y a este budismo coreano Seon se le denominó Gusan ( 九山 ) o las "nueve montañas"  la escuela predominante hasta el momento. Ocho de esas escuelas eran de la estirpe del monje Mazu Daoyi (馬祖道一; 709-788), ya que se establecen a través de la conexión con él o uno de sus discípulos más eminentes. La única excepción fue el Sumi-san escuela fundada por Mioe (利嚴; 869-936), que se había desarrollado a partir del linaje Caodong (曹洞 ).
De este modo el Seon resulta ser una nueva fase que empezó en la segunda época del reino de Silla y desde entonces se generan todas las escuelas del Seon coreano. Estas escuelas representaban nuevas formas de promover una meditación práctica entre los budistas, surgiendo por esto algunos conflictos con escuelas preexistentes que se apegaban a las doctrinas más tradicionales del budismo. Así nuevas escuelas y sectas ganaron renombre, tales como la  Seonjong (la secta de meditación Seon) en comparación a las preexistentes sectas como la llamada Gyojong (la secta de doctrinas y disciplinas).

## El budismo durante el reino de Goryeo (918–1392)

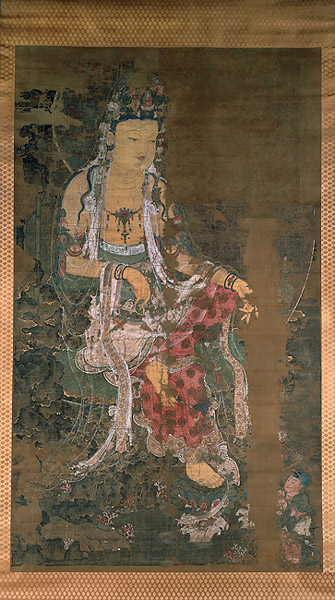
Avalokiteshvara pintura durante la dinastía Goryeo, circa 1310 d. C.

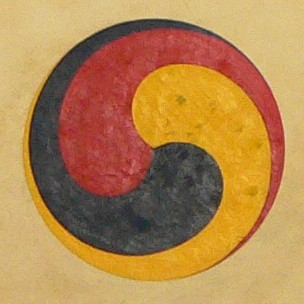
Sam-Taegeuk y Gankyil.

El budismo funcionó como la religión del estado durante el reino de Goryeo o Koryŏ, a medida que evolucionaba la cultura budista en Corea, jugaba un gran papel para estabilizar al estado. Sin embargo inicialmente el Seon fue considerado radical y peligroso ya que se centra en prácticas individuales aparte de la doctrina budista. Por esta razón, los primeros fundadores del Seon encontraron resistencias en las aristocracias. Los conflictos continuaron bastante tiempo aunque predominó el Seonjong merced al denodado esfuerzo de varios monjes.
El monje Jinul influyó en el crecimiento del Seonjong por una predicación que no alegó una clara superioridad del Seon pero sí una similitud y armonía entre el Seon y el Gyo. Sin embargo las crónicas demuestran que ambos (Seonjong y Gyojong), fueron escuelas del Seon que ganaron gran predicamento en la corte del reino de Silla, así como en el gobierno y en toda la sociedad. A pesar del gran impacto del Seon, aún duraba la actividad de las escuelas de Hwaom las cuales prosperaron bajo Wonhyo y Uisang y sus aprendices.
En esa época, los monjes aprendieron Hwaom primero y fueron a China para ampliar sus conocimientos referentes al budismo.

Uicheon llegó a Goryeo con aprendizajes obtenidos en la escuela china del Tiantai, propagándolos a otras sectas budista en Corea como la de  (Cheontae / 천태종).
En la segunda mitad de Goryeo la tendencia general del budismo estaba en declive debido a la corrupción, y el surgimiento de un fuerte sentimiento político y filosófico antibudista. Sin embargo, en ese periodo aparecieron algunos de los más renombrados maestros Seon de Corea. Tres monjes importantes de este período que ocuparon un lugar destacado en trazar el rumbo futuro del Seon coreano fueron Gyeonghan Baeg'un (景 閑 白雲; 1298-1374), Taego Bou (太古 普 愚; 1301-1382) y Naong Hyegeun (懶 翁慧勤; 1320-1376). Los tres fueron a Yuan en China para aprender con el maestro Linji (臨濟 o Imje en coreano) que se había popularizado en Corea merced a Jinul. Los tres regresaron, y establecieron métodos más elaborados. Cada uno de los tres también tuvo cientos de discípulos, de modo que esta nueva infusión en el Seon coreano trajo sobre el mismo considerable efecto. Jinul trató de establecer un nuevo movimiento dentro Seon coreano, que llamó la  «Sociedad del prajñā y el samādhi», cuyo objetivo era establecer una nueva comunidad (Sangha) de profesionales disciplinados. Con el tiempo se llevó a cabo esta misión con la fundación del monasterio en el monte Songgwangsa Jogye (en Hangul: 조계종 송광사, 曹溪山). Las obras de Jinul se caracterizan por un profundo análisis y reformulación de las metodologías de estudio y práctica del Seon. Una importante cuestión que había fermentado prolongadamente en el Chán chino.

Jinul también incorporó el método gwanhwa (觀 話) en su práctica. Esta forma de meditación es el método principal que se enseña en el Seon coreano actualmente. De este modo la resolución filosófica del conflicto Seon-Gyo de Jinul trajo un efecto profundo y duradero en el budismo coreano.
Uicheon es otra figura con fama durante el reino Goryeo: UIcheon apoyó la unidad de las doctrinas Gyo y Seon. La difenrencia con Jinul es que Uicheon puso énfasis en el Gyojong y trató de ganar el Seon a su partido; mientras que Jinul aseguraba que el Seon tenía que dominar al budismo coreano porque se centraba en la ilustración.
Aunque se consideraba al maestro Imje un extranjero raro en Corea y había colisión de ideas para su comprensión, los budistas coreanos mostraron fuerte interés en él y su obra llamada tongbulgyo lo cual implicó una sólida aceptación del confucianismo y taoísmo, debido a la creciente influencia de la filosofía china.

De significación histórica es la primera edición coreana del Tripitaka. De esta obra clásica (sutra) del budismo se realizaron en Corea dos ediciones llamadas en conjunto Tripitaka Coreana circa  1210-1231 y 1214-1259 (d. C.). Pero la primera edición fue destruida durante la invasión de los mongoles en 1232. Aún conserva la segunda Tripitaka en Haeinsa, Hapcheon, Gyeongsang del Sur.

## Represión durante ladinastía Joseon(1392–1910)

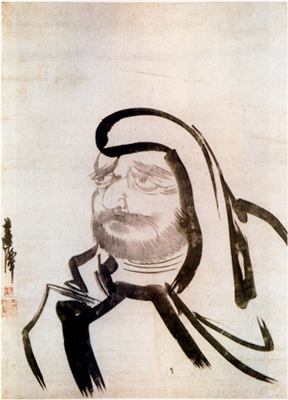
Dalmado por Kim Myeong-guk, siglo ⅩⅦ.

En 1388 d. C., un general llamado Yi Seonggye (1335–1408) provocó un golpe de Estado que implicó la creación de la dinastía Joseon en 1392; durante esa dinastía coreana muy influida por China se expandió el neoconfucianismo y fue entonces reprimido el budismo. Sin embargo, pese a todo, persistieron siete escuelas budistas, pero de éstas solo dos practicaron el  Seon y el Gyo.
Así es que a pesar de esta fuerte represión del gobierno, y de la vehemente oposición ideológica del neo-confucianismo, el budismo Seon continuó prosperando intelectualmente. Un pensador destacado fue Gihwa (en Hangul:기화, en Hanja: 己和, 1376 y – 1433), el cual había estudiado primeramente en una academia confuciana, pero luego cambió su enfoque al budismo, donde fue iniciado en la tradición gwanhwa por el maestro budista Muhak Jacho (無 學 自 超; 1327 y – 1405) . Gihwa escribió muchos comentarios eruditos, así como ensayos y un gran cuerpo de poesía.
Durante el periodo de Joseon, el número de monasterios budistas se redujo notoriamente. Oficialmente fueron establecidos límites en el número de miembros del clero, en la superficie de los templos; también la fortuna de los templos fue confiscada. Cuando las restricciones finales fueron puestas en vigor, se prohibió a los monjes y monjas el ingreso a las ciudades; se prohibieron los funerales budistas, e incluso la mendicidad.
Sin embargo, de vez en cuando aparecían algunos gobernantes que miraban con buenos ojos al budismo o eran condescendientes y por esto se atenuaron o anularon algunas de las regulaciones más represivas. La más notable de tales gobernantes fue la reina Munjeong, quien, siendo una devota budista, tomó el control del gobierno en el lugar de su joven hijo Myeongjong (1545-1567), e inmediatamente derogó muchas de las medidas antibudistas. La reina tenía un profundo respeto por la brillante monje Bou (보우, 普 雨; 1515-1565), y le instaló como jefe de la escuela de Seon.
Una de las razones más importantes para la restauración del budismo fue la actividad de los monjes budistas quienes ayudaron repeler las invasiones japonesas a Corea producidas entre 1592 y 1598. En ese momento, el gobierno estaba débil por disputas internas, y no fue inicialmente capaz de reunir una fuerte resistencia a las incursiones japonesas. La difícil situación del país animó a algunos líderes de los templos quienes dirigieron para la resistencia a unidades guerrilleras, las cuales lograron algunos éxitos en batallas. Las acciones bélicas de esta guerra se extendieron durante ocho años, y finalmente incluyeron a varios miles de monjes, dirigidos por el maestro Seosan (서산대사, 西山 休 靜; 1520-1604), un maestro de primer orden del Seon y autor de una serie de textos religiosos importantes. La presencia del ejército de los monjes fue un factor decisivo en la expulsión de los invasores japoneses.
Así el budismo durante tres siglos (desde siglo XVI o 16 hasta siglo XVIII o 18), se mantuvo bastante consistente con el modelo descrito anteriormente. Un número de profesores eminentes apareció durante los siglos posteriores a Seosan. El budismo tardío de Joseon fue especialmente marcado por un resurgimiento de los estudios Hwaeom, y de vez en cuando por las nuevas interpretaciones de la metodología de estudio del Seon. También hubo un resurgimiento, durante los dos últimos siglos, del budismo de la Tierra Pura. Aunque el gobierno mantuvo un control bastante estricto sobre la Sangha (comunidad budista), nunca volvió a ocurrir la extrema represión antibudista sucedida a principios de la dinastía Joseon.

## Durante la ocupación japonesa de Corea (1910–1945)
Como ya se ha dicho, durante la dinastía Joseon, debido a la presión de los neoconfucianistas se llegó a prohibir que los monjes budistas ingresaran a las ciudades coreanas. En cambio, desde la Restauración Meiji en Japón ocurrida en torno a los años 1870, el gobierno japonés abolió el celibato en el monacato budista. Los budistas japoneses exigieron el derecho de hacer proselitismo en las ciudades coreanas. A medida que Japón nuevamente invadió y oprimió a Corea forzándola a abrir puertos, las escuelas budistas japonesas comenzaron a enviar misioneros a Corea, creando nuevas sectas budistas como la del  "budismo Won" ( 원불교 ).
Durante la década de 1910, los japoneses ya habían invadido totalmente a Corea y practicaban en ella un gobierno militar para oprimir a los coreanos. Poco después de la anexión japonesa de Corea, el budismo coreano tuvo muchos cambios. El gobierno colonial japonés en Corea anunció una nueva ordenanza de templos (1911), lo cual conllevaba cambios del sistema budista coreano. Por ejemplo, los líderes de todos los templos debieron ser nombrados por el gobierno colonial el cual obviamente era de estilo japonés. Más importante aún, los monjes de las facciones projaponesas comenzaron a adoptar las prácticas japonesas, de casarse y tener hijos lo cual había estado acendradamente prohibido en el budismo coreano tradicional.
En 1920 los ocupantes japoneses revisaron la Ordenanza de Templos para reorganizar la administración y supervisar directamente a los 31 principales templos budistas, con nueva sede en Jogyesa. Durante la segunda guerra sino-japonesa, el budismo coreano fue sometido a un mayor control. Las autoridades japonesas enviaron obras de arte de muchos templos a Japón. Las negociaciones para la repatriación de estas obras de arte continúan en la actualidad.

## Budismo y occidentalización (1945–presente)
Cuando Corea fue liberada por la rendición de Japón en 1945, los monjes célibes de la que se ha convertido en la secta más grande del budismo coreano en términos de adherentes y número de clérigos, la Orden de Jogye, comenzaron a reemplazar a los sacerdotes casados que dirigían los templos durante la ocupación. Esta orden se ve a sí misma como la principal representante del budismo coreano tradicional existente. La Orden de Taego es la segunda orden más grande del budismo coreano e incluye a monjes célibes y casados (se espera que las monjas permanezcan célibes). Esta es la única orden que mantiene toda la tradición ritual budista coreana.

### Corea del Sur
A partir de la década de 1950, el presidente Syngman Rhee y otros trabajaron para dividir y debilitar aún más la Sangha budista en el país. Rhee hizo campaña en 1954 contra los llamados "budistas japonizados". La educación y la erudición occidentales, y el empoderamiento de las mujeres y los pobres, provocaron divisiones entre los coreanos. Específicamente, se abrió una profunda brecha entre sacerdotes casados y monjes célibes, un remanente de la influencia del budismo japonés durante el período de ocupación, aunque algunos monjes coreanos habían pedido el fin del celibato antes de la anexión de la península coreana por parte de Japón. Las diferencias eran tan grandes que se hicieron frecuentes las peleas a puñetazos por el control de los templos. Los monjes, en su mayoría pertenecientes a la orden célibe Jogye, amenazaron con suicidarse. Muchos de ellos estaban en contra del clero casado. A medida que continuaron los disturbios budistas, la influencia del budismo disminuyó.
Desde la década de 1960 en adelante, el budismo ha crecido considerablemente, a través de la formación de asociaciones laicas independientes (es decir, no financiadas ni afiliadas a las órdenes principales), muchas de ellas centradas en los jóvenes, en particular para propagar y evangelizar las enseñanzas budistas, el compañerismo y el desarrollo espiritual basado en el modelo protestante. Estas adaptaciones han modernizado el budismo en Corea del Sur. Además, el gobierno de Corea del Sur comenzó a dedicar fondos sustanciales para restaurar y reconstruir templos budistas históricos, ayudando a revivir el budismo en el país. El presidente Park Chung-hee intentó sin éxito durante su gobierno (1961-1979) resolver la disputa mediante la formación de una organización budista pan-nacional. Sin embargo, logró aliarse con la facción célibe, la Orden de Jogye.
Fue en 1970 que el budismo coreano se dividió en una orden completamente célibe que retuvo el nombre "Jogye" y la Orden de Taego que incluye tanto al clero célibe como al clero casado. La Orden de Taego mantuvo la kasaya roja tradicional, mientras que la Orden de Jogye cambió su kasaya a marrón para diferenciar visualmente las dos órdenes. Ambas órdenes continúan usando el Dharmaguptaka Pratimoksha, el linaje de votos para monjes y monjas tomados en China y Vietnam, aunque los monjes Taego tienen la opción de devolver el voto de celibato. Cuando se fundó la Orden de Jogye, el gobierno solo reconoció a un pequeño grupo de practicantes célibes de Seon como "legítimos", por lo que todos los especialistas en rituales permanecieron con la Orden de Taego.
En la década de 1980, el presidente Chun Doo-hwan, metodista, adoptó políticas antibudistas e intentó restringir las actividades budistas. Durante su administración, muchos templos históricos se convirtieron en centros turísticos, lo que privó a los templos de su autonomía, ya que estos "parques nacionales" eran administrados por el gobierno. En consecuencia, los budistas, especialmente la Orden de Jogye, fueron muy críticos con estas medidas. Del 27 al 31 de octubre de 1980, durante la persecución de Kyeongsin, el gobierno allanó los principales templos budistas de todo el país, incluida la sede en Jogyesa de Seúl, bajo la apariencia de investigaciones antigubernamentales y un intento de "purificar" el budismo. 55 monjes fueron arrestados y muchos otros fueron interrogados y torturados, incluido el abad de Naksansa, que murió a causa de los abusos. Ninguno de los monjes investigados fue acusado, aunque muchos fueron enviados a campos de reeducación. A lo largo de la década de 1980, la comunidad budista estuvo bajo estricta vigilancia de agentes del gobierno y muchos fueron procesados bajo cargos falsos de apoyo a los comunistas y conspiración.
Para los budistas, la construcción de un budismo protector del estado (호국 불교 o 護 國 佛 敎, Hoguk Bulgyo) había desaparecido, lo que sirvió para radicalizar una generación de budistas, incluidos los monjes y laicos, y los impulsó a iniciar un movimiento llamado Budismo Minjung ( 민중 불교 o 民衆 佛 敎, "budismo práctico" o "budismo para las masas"). Esta modernización enfatizó a la gente común y fue una reacción al proselitismo cristiano agresivo en Corea.
Desde mediados de la década de 1980 hasta la fecha, el budismo se ha expandido a través de los medios de comunicación y la educación. Hay dos importantes redes de medios budistas en Corea del Sur, el Buddhist Broadcasting System (BBS), fundado en 1990, y el Buddhist Cable TV Network, fundado en 1995. Las órdenes budistas también están afiliadas u operan 3 universidades, 26 escuelas y 16 seminarios en el país. La Escuela de Zen Kwan Um es una de las instituciones misioneras internacionales más exitosas de Corea del Sur.
Durante la década de 1990, continuaron los conflictos entre el gobierno de Corea del Sur y los líderes budistas, así como con las denominaciones protestantes fundamentalistas. El gobierno acusó al budismo de inmoralidad y muchos protestantes usaron esto para impulsar su trabajo misionero. Algunas reuniones religiosas incluso se han vuelto violentas y vandalizando estatuas de Buda y Dangun, el mítico fundador de Corea. Poco después del lanzamiento de la estación de radio FM del Buddhist Broadcasting Service en 1990, hombres jóvenes vandalizaron y destruyeron instalaciones de sonido por valor de 200.000 dólares.
También hubo una serie de incendios de templos en las décadas de 1980 y 1990, y han continuado los ataques contra las obras de arte budistas. En un caso, un ministro protestante usó un micrófono en un cordón como arma bolo y rompió pinturas del templo y una estatua. En otros casos, se han pintado cruces rojas en las paredes del templo, murales y estatuas. También se han decapitado estatuas de Buda. Además, los estudiantes de las universidades budistas informan de intentos agresivos de convertirlos en el campus, especialmente cerca de los templos del campus.
De vez en cuando, las tensiones sectarias entre protestantes fundamentalistas y budistas aumentan debido a lo que se ha visto como una tendencia de los funcionarios del gobierno, muchos de los cuales son cristianos, especialmente de denominaciones protestantes, a inclinar el equilibrio político a favor de los cristianos sobre los budistas, lo que ha llevó al descontento dentro de la comunidad budista. De particular interés fue después del ascenso de Lee Myung-bak a la presidencia cuando se conoció la alta proporción de cristianos en relación con los budistas en el sector público, particularmente en el gabinete del presidente, donde había 12 cristianos contra un solo budista, entre otras incidencias notificadas.
Recientemente, el público de Corea del Sur se ha vuelto cada vez más crítico con las iglesias y líderes protestantes que atacan a las instituciones budistas y llevan a cabo tácticas misioneras agresivas, y muchos protestantes abandonan sus iglesias y se convierten al budismo. El creciente descontento con el cristianismo protestante en Corea del Sur ha contribuido a un resurgimiento espiritual y cultural del budismo en Corea del Sur, y el número de seguidores ha aumentado en los últimos años. La presidencia de Park Geun-hye tuvo como objetivo ayudar a contribuir a la represión de los ataques protestantes contra budistas y católicos en Corea del Sur, con crecientes llamamientos a la cooperación religiosa en el país bajo la administración. Durante el primer año de la administración de Park, se entregó un mensaje nacional para la celebración del cumpleaños de Buda, en contraste con la anterior presidencia de Lee Myung-bak, que trató de suprimir la influencia budista en Corea del Sur.

### Corea del Norte
El régimen de Corea del Norte desalienta activamente la práctica de la religión, incluido el budismo. Actualmente, el país afirma tener unos 10.000 seguidores activos del budismo. Al igual que con otras religiones en el país, el budismo esta bajo el escrutinio del gobierno del país, incluido el culto en los templos budistas por monjes, a través de la Federación Budista de Corea patrocinada por el estado. Un templo importante es Pohyonsa, que fue preservado por Kim Il-Sung.
Sin embargo, a los budistas en Corea del Norte les fue mejor que a otros grupos religiosos, en particular a los cristianos, que se dice que a menudo enfrentan persecución por parte de las autoridades, y el gobierno otorgó fondos limitados a los budistas para promover la religión, dado que el budismo desempeñaba un papel integral en la cultura tradicional coreana.

### Antagonismo del protestantismo coreano
El antagonismo protestante fundamentalista contra el budismo ha aumentado en los últimos años. Los actos de vandalismo contra las comunidades budistas y los casos de cristianos fundamentalistas que rezaban por la destrucción de todos los templos y monasterios budistas han llamado la atención sobre esta persistente hostilidad contra el budismo por parte de los protestantes coreanos. Los budistas surcoreanos han denunciado lo que consideran medidas discriminatorias contra ellos y su religión por parte de la administración del presidente Lee Myung-bak, que atribuyen a Lee como protestante. La orden budista de Jogye acusó al gobierno de Lee de discriminar al budismo al ignorar los templos budistas en ciertos documentos públicos. En 2006, según el Asia Times, "Lee también envió un mensaje de oración en video a un mitin cristiano celebrado en la ciudad sureña de Busan en el que el líder de adoración oró febrilmente: '¡Señor, deja que los templos budistas de este país se derrumben!' " Además, según un artículo de Buddhist-Christian Studies: "En el transcurso de la última década, un número bastante grande de templos budistas en Corea del Sur han sido destruidos o dañados por el fuego por fundamentalistas protestantes equivocados. Más recientemente, las estatuas budistas han sido identificadas como ídolos, atacadas y decapitadas. Los arrestos son difíciles de efectuar, ya que los pirómanos y los vándalos trabajan a escondidas en la noche". Un incidente de 2008 en el que la policía investigó a manifestantes a los que se les había dado refugio en el templo de Jogye en Seúl y registraron un automóvil conducido por Jigwan, entonces director ejecutivo de la orden de Jogye, provocó protestas de algunos que afirmaron que la policía había tratado a Jigwan como un criminal.
En octubre de 2010, los estudiantes de la Escuela de Adoración de Equipamiento de Iglesias publicaron un clip en YouTube profesando la esperanza de que Dios destruiría un templo budista en Seúl. Más tarde afirmaron haber sido enseñados por Dios.

"Este lugar (el templo Bongeunsa) será demolido y Dios lo recuperará... Los ídolos inútiles (las estatuas de Buda) aquí me pusieron muy triste", dijo el estudiante en el video.

Luego de la indignación pública provocada por el video, el pastor Choi Ji-ho y los estudiantes de la escuela fueron al templo Bongeunsa para disculparse por los comentarios hechos por el estudiante.